# 舜天王朝
舜天王朝（1187~1259），浦添按司舜天的王統。是琉球传说中第二个王朝。
舜天討灭天孫氏利勇，成为中山王。根据蔡鐸本《中山世譜》，1229年舜天王朝末王義本让位给英祖。王統的传説性强，真实性在于大按司的保留。

## 歴代王
- 1代舜天王
- 2代舜马顺熙王
- 3代義本王